# Heinrich II. von Barmstede
Heinrich II. von Barmstede († vermutlich am 25. August 1240) war ein holsteinischer Adliger.

## Leben und Wirken
Heinrich II. von Barmstede war ein Mitglied des Adelsgeschlechts Barmstede. Seine Vorfahren sind nicht bekannt. Es könnte sein, dass Heinrich I. von Barmstede sein Großvater war. Der Name Heinrich II. ist in vielen Urkunden zu finden, die der Graf Albert von Orlamünde an Personen in Holstein schickte. Ab 1220 wird der Name nur noch selten genannt, vermutlich, weil er den Kontakt zu ihm reduzierte, jedoch nicht in einem Konflikt mit ihm auseinanderging.

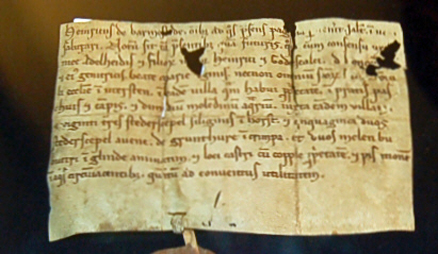
Schenkungsurkunde Heinrichs von Barmstede zur Gründung des Klosters Uetersen (1234)

Heinrich II. ist auch in der ersten Urkunde verzeichnet, die Graf Adolf IV. in Holstein-Stormarn unterschrieb. Danach erwähnte er ihn bis zu seinem Gang in das Kieler Kloster mit wenigen Ausnahmen als bedeutendsten Zeugen. Während Adolfs Herrschaftszeit wird Heinrich II. sehr wahrscheinlich einer der wichtigsten politischen Berater das Grafen gewesen und auch für dessen Berufung in jungen Jahren mitverantwortlich gewesen sein.  

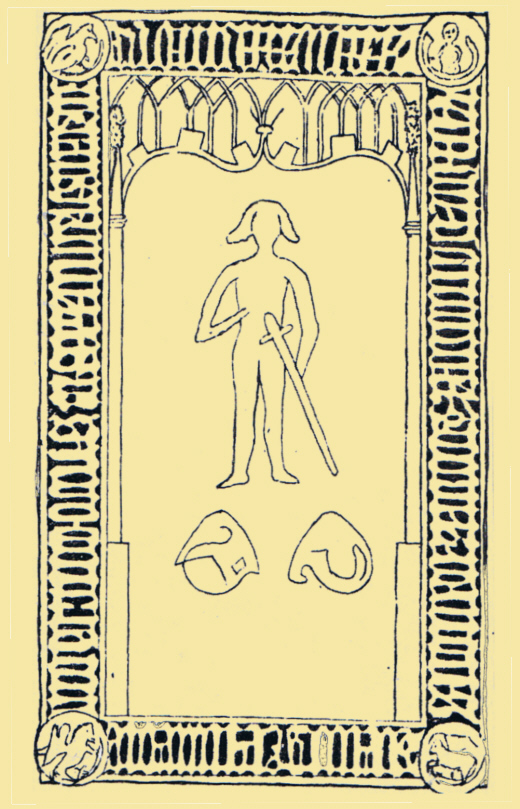
Grabplatte des Heinrich II. von Barmstede

In den 1230er Jahren stiftete Heinrich II. das Kloster Uetersen. Es handelt sich in der Region um die einzige derartige Stiftung, die durch einen Adligen, und nicht durch Grafen oder Kirchenleute erfolgte. Er starb in hohem Alter vermutlich am 25. August 1240 und wurde in der Kirche des Uetersenschen Klosters begraben.
Heinrich II. von Barmstede war verheiratet mit Adelheid. Das Ehepaar hatte drei Kinder, von denen Heinrich III. und Otto erbten. Über einen eventuellen dritten Sohn namens Gottschalk sind keine Angaben zu finden.